# Piet Gerbrandy
Piet Gerbrandy (Den Haag, 17 september 1958) is een Nederlands dichter, classicus, docent in het middelbaar en universitair onderwijs, mede-auteur van schoolboeken, essayist, vertaler en librettist.

## Biografie
Piet Gerbrandy studeerde van 1976 tot 1984 klassieke talen en vergelijkende Indo-Europese taalwetenschap te Leiden en doceert Klassiek en Middeleeuws Latijn aan de Universiteit van Amsterdam. Hij maakt vertalingen uit het Grieks en Latijn en schrijft essays, gedichten en poëzierecensies. Hij heeft onder meer de Institutio Oratoria van Marcus Fabius Quintilianus uit het Latijn vertaald als De opleiding tot redenaar (2001) en De consolatione philosophiae van Boëthius als Troost in filosofie. Boëthius (2019).
In 1993 begon hij met het schrijven van essays voor het weekblad De Groene Amsterdammer; in 1996 werd hij poëzierecensent bij de Volkskrant. In 2007 verscheen zijn boek over de Latijnse literatuurgeschiedenis Het feest van Saturnus. De literatuur van het heidense Rome. Het goede leven uit 2008 is een publieke gedachtewisseling (acht keer twee brieven) met de rechtsfilosoof Andreas Kinneging, die hij in het weekblad Opinio begonnen was. Gerbrandy promoveerde in 2009 bij Gillis Dorleijn in Groningen in de Letteren op het proefschrift De gong en de rookberg over de poëzie van H.H. ter Balkt en Jacques Hamelink. In 2014 ontving hij voor Vlinderslag, een beurtzang (2013) (proza en poëzie) de Jan Campert-prijs. Naar aanleiding daarvan verscheen in 2015 het kloeke Voegwoorden (De gedichten), een bundeling van zijn werk. Onder regie van Xander Straat werd in 2016 de opera Who's afraid of Orfeo? met zijn libretto op muziek van Chiel Meijering uitgevoerd in het Stadstheater Arnhem.
Hij was tot 2004 leraar klassieke talen in het middelbaar onderwijs in onder andere Groenlo (Marianum) en in zijn woonplaats Winterswijk. Sinds 2006 doceert hij Klassiek en Middeleeuws Latijn aan de Universiteit van Amsterdam waar hij de Latijnse poëzie van de Late Oudheid onderzoekt. Hij is verbonden aan de opleiding Literatuurwetenschap en was in het collegejaar 2010-2011 gastprofessor aan de Universiteit van Gent. In 2022 werd hij benoemd tot lid van de Akademie van Kunsten.
Gerbrandy is een kleinzoon van de voormalige minister-president van Nederland Pieter Sjoerds Gerbrandy.

## Publicaties
onder meer:
- Odysseus. De terugkeer van de held in de Odysseia van Homeros. Met hulpboek en docentenhandleiding, met anderen, Hermaion Emmeloord (1995) - schoolboek
- Weloverwogen en onopgemerkt - gedichten (1996)
- In het ravijn - gedichten (1999)
- Nors en zonder haten - gedichten (1999)
- Boeken die ertoe doen : over klassieke literatuur, Amsterdam: Meulenhoff (2000) - essays
- Wie leert 't krekeltjen zijn lied? De poëtische oorspronkelijkheid van Willem Bilderdijk (redactie met Marinus van Hattum, 2000) - literatuurgeschiedenis en -kritiek, bloemlezing
- De zwijgende man is niet bitter - gedichten (2001)
- De opleiding tot redenaar - vertaling uit het Latijn van Institutio Oratoria van Marcus Fabius Quintilianus (2001)
- De mens is een dier dat kan denken. Een bloemlezing uit de Griekse en Romeinse filosofie (2002) - vertalingen uit het Grieks en Latijn.
- Een steeneik op de rotsen. Over poëzie en retorica (2003) - essays
- Nawoord in Ilias, Amsterdam : Athenaeum-Polak & Van Gennep (2004), M. A. Schwartz - prozavertaling uit het Grieks van Homerus
- Drievuldig feilloos vals (2005) - gedichten
- Krang en zing (2006) - gedichten
- Lagen as en been (2006) - gedichten
- Een zijpad in het woud (2006) - gedichten
- Omroepers van oproer, breekijzers in taal (2006) - essays over hedendaagse Nederlandstalige poëzie
- Het feest van Saturnus. De literatuur van het heidense Rome (2007) - literatuurgeschiedenis.
- Scheiden wij met Gijs Haak (2007) - gedichten met foto's
- Nawoord in Als van hooger bestemming en aart, het sublieme in de Nederlanden (2008), bundeling van W. Bilderdijk: Gedachten over het verhevene (1821) van Johannes Kinker: Iets over het schoone (1823) en Paulus van Hemert: Redevoering over het verhevene (1804). Redactie C. Madelein, Piet Gerbrandy, J. Pieters, Historische Uitgeverij Groningen[5]
- Boogloze boogpees: for soprano and wind ensemble, Amsterdam, Netherlands, 2008. Muziek Centrum Nederland, 2011. Met Chiel Meijering, zang met blazers
- Vriendinnen (2008) - gedichten
- Het goede leven, een briefwisseling (met Andreas Kinneging, 2008)
- De marteling van genot. Grieken en Romeinen over lust, verlangen en vervoering. Athenaeum-Polak & Van Gennep. Geschenkboekje voor de Week van de Klassieken - essays
- Graat (2009) - gedichten
- Ga nu en slacht (2009) - gedichten
- De gong en de rookberg, intrigerende materie van H.H. ter Balkt en Jacques Hamelink (proefschrift Groningen, 2009. Handelseditie: Historische Uitgeverij Groningen, 2011.)
- Tegen het verval van de retorica (van Cornelius Tacitus, 2010) - essays
- Morgen ben ik vrij (2010) - gedichten
- (en)  Farmers (2011), Wbooks, foto's van Louise Te Poele met tekst van Piet Gerbrandy
- Smijdige Witheid, een vertroosting (2011) - proza en poëzie
- Moerbeivlekken, een pover lied (2011) - gedichten
- Vlinderslag, een beurtzang (2013) - proza en poëzie
- De jacht op het sublieme (2014) - essays
- Nawoord in Oidipous Antigone (2014), vertaling uit het Grieks van Sofocles door Gerard Koolschijn
- Voegwoorden : de gedichten, Amsterdam: Uitgeverij Atlas Contact (2015). Verzameld dichtwerk
- Middeleeuws epos, Lampas (Tijdschrift voor classici) 49 (2016) 4. Nummer van Lampas gewijd aan middeleeuwse literatuur. Centraal staat in het Latijn geschreven epiek.
- Negen hymnen aan de Ene, Dans die het heelal omkranst - vertaling en bewerking van een werk van Synesius van Cyrene (2016)
- Who's afraid of Orfeo, opera van componist Chiel Meijering op een libretto van Piet Gerbrandy (2016)
- Liefdeslessen, verleidingskunst en erotiek van schepping tot verlichting, met Mark Heerink en Casper de Jonge (2017) - essays
- Steencirkels (2017) - proza en poëzie
- Poëtica / Aristoteles vertaald, ingeleid en van aantekeningen voorzien door Piet Gerbrandy en Casper de Jonge (2017) - vertaling uit het Grieks
- Grondwater. Beschouwingen over literatuur en existentie, Atlas Contact (2018) - essays
- Vloedlijnen (2018) - gedichten
- Troost in filosofie. Boëthius. Vertaald, ingeleid en van aantekeningen voorzien door Piet Gerbrandy, Uitgeverij Damon, Eindhoven (2019) - vertaling
- Ontbinding (2021) - gedichten
- Wielwebspinnen (Druksel, 2021) - gedichten
- Niets dan dit; Een lijflied voor de ziel (2023) - gedichten

## Onderscheidingen
- 1997 - Lucy B. en C.W. van der Hoogtprijs - voor Weloverwogen en onopgemerkt
- 2002 - Herman Gorterprijs - voor De zwijgende man is niet bitter
- 2005 - Frans Kellendonk-prijs - voor zijn gehele oeuvre
- 2014 - Jan Campert-prijs - voor Vlinderslag
- 2020 - Homerusprijs - voor Boëthius. Troost in filosofie
- 2021 - J. Greshoff-prijs 2020 voor Grondwater
- 2024 - Ida Gerhardt Poëzieprijs voor Niets dan dit; Een lijflied voor de ziel